# Clímax
O clímax, também chamado de ápice, é o ponto mais alto de tensão numa narrativa. É particularmente usado em referência a peças de teatro, ao drama em particular. 
Na cultura clássica as narrativas ilustravam com frequência temas no género de comédia, por exemplo  problemas de dinheiro (narrativa com final feliz), ao passo que na tragédia ilustravam um drama com final triste. Mantêm-se tais processos na narrativa moderna, em que por vezes o clímax é ténue ou subtil. 
Por definição, o clímax ocorre no desenrolar de um conflito, pouco antes do desfecho. É o momento mais difícil no percurso do herói, a crise mais iminente do protagonista, o ponto crucial do conflito, onde não se sabe para que lado a história penderá.
Em O vermelho e o Negro, por exemplo, o clímax pode ser visto como o momento em que Julien Sorel descobre que a Sra. de Renal escreveu uma carta ao Marquês de La Mole e, furioso, mata a mulher. As cenas seguintes serão a prisão, a condenação e a morte.
Já em Romeu e Julieta o clímax está mais próximo do final da história, quando Julieta finge que está morta,  causando o trágico e conhecido desfecho.
Na tragédia clássica, como Édipo Rei, de Sófocles, o clímax culmina com a peripécia e o reconhecimento, ou seja, quando o herói passa da ignorância para a consciência, mudando o seu destino. No caso de Édipo, o clímax tem lugar quando ele se apercebe que matou o pai e cometeu incesto com sua própria mãe, cegando-se